# Hit and Run (Iain Matthews)
| Recensione | Giudizio |
| ---------- | -------- |
| AllMusic   | [ 1 ]    |

Hit and Run è un album discografico di Ian Matthews, pubblicato dalla casa discografica Columbia Records nel 1977.

## Tracce
Lato A
1. The Frame – 4:17 (Terry Reid)
2. One Day Without You – 3:53 (John Martyn)
3. Times – 4:49 (Ian Matthews, Jay Lacy, Steven Hooks, Robert Wright, Don Whaley, Robert Paul Guidotti)
4. I Will Not Fade Away – 4:27 (Ian Matthews, Jay Lacy)

Durata totale: 17:26
Lato B
1. Tigers Will Survive – 3:32 (Ian Matthews, Jay Lacy)
2. Just One Look – 2:58 (Ian Matthews, Jay Lacy)
3. Help to Guide Me (I Need Your Help) – 4:09 (Richard Stekol)
4. Shuffle – 3:32 (Ian Matthews, Jay Lacy)
5. Hit and Run – 5:55 (Ian Matthews, Jay Lacy)

Durata totale: 20:06

## Musicisti
- Ian Matthews - voce solista, chitarra ritmica
- Jay Lacy - chitarra solista, chitarra ritmica
- Charlie Harwood - tastiere, accompagnamento vocale - cori
- Steven Hooks - sassofono alto, sassofono tenore, sassofono soprano, flauto
- Don Whaley - basso, supporto vocale
- Tris Imboden - batteria, congas
- Bonnie Murray - accompagnamento vocale - cori (brani: Help to Guide Me (I Need Your Help) e I Will Not Fade Away)

Note aggiuntive
- Nikolas K. Venet - produttore (per la Summerwind Productions)
- Registrazioni effettuate al Larrabee Sound di Hollywood, California
- Mallory Earl - ingegnere delle registrazioni
- Betsy Banghart - assistente ingegnere delle registrazioni
- Masterizzato al ABC Mastering da Bruce Barrow
- Jayme Odgers - fotografia copertina album
- Nancy Donald e Tom Steele - design album
- Judith Caldwell - fotografie interne copertina album[2]